# 出雲大社福井分院
出雲大社福井分院（いずもおおやしろ／たいしゃ　ふくいぶんいん）は、福井県福井市市渕にある神社。
「縁結びの神」、「福の神」として知られる出雲大社の祭神・大国主大神（おおくにのぬし の おおかみ）の分霊を祀る。
出雲大社教としては北陸地区に昭和29年に勧請。

## 来歴
- 昭和29年（1954年）福井に勧請。
- 昭和44年（1969年）現在の福井市渕2丁目に遷座。
- 平成元年（1989年）分院へ昇格。
- 平成15年（2003年）設立50周年を迎える。
- 令和5年（2023年）設立70周年を迎える。

## 神事
- 1月1日～3日 元旦祭
- 1月中旬 どんど焼き・左義長祭
- 2月3日 節分祭
- 春　春季例大祭
- 夏　夏越大祓祭（なごしのおおはらいさい）
- 7月7日　七夕ご縁まつり
- 秋　秋季例大祭
- 10月・11月中　七五三詣
- 年末　注連縄取替え（しめなわとりかえ）

## 交通
鉄道・バス
- JR西日本・福井駅 「バス乗り場」７番または８番から京福バスに乗車（約18分）し、バス停「社中央」下車、徒歩約2分。

車・タクシー
- JR西日本・福井駅からタクシーで約18分。
- 北陸自動車道・福井ICから車で約25分。